# Feminismos na América Latina

## Feminismo negro na América Latina
O feminismo negro na América Latina é um movimento político, social e intelectual que articula a luta das mulheres negras contra as opressões interseccionais de gênero, raça e classe na região. Diferenciando-se tanto do feminismo hegemônico, geralmente centrado nas experiências de mulheres brancas de classe média, quanto do movimento negro tradicional, muitas vezes marcado pelo protagonismo masculino, o feminismo negro latino-americano parte das experiências históricas específicas das mulheres negras, considerando o legado da escravidão, o colonialismo, o racismo estrutural e a marginalização socioeconômica.

### Origens e trajetória histórica
Desde o período colonial, mulheres negras na América Latina estiveram envolvidas em práticas de resistência, como a liderança de quilombos, a manutenção de redes comunitárias e a preservação de saberes ancestrais. Ao longo do século XX, com os processos de redemocratização e a intensificação das lutas sociais, essas mulheres passaram a se organizar em movimentos próprios, denunciando as formas de exclusão presentes tanto nos feminismos dominantes quanto nas organizações negras.
No Brasil, a fundação do Movimento de Mulheres Negras e a realização do Encontro Nacional de Mulheres Negras em 1988 foram marcos importantes. A intelectual Lélia Gonzalez (1935–1994) teve papel central no desenvolvimento do pensamento feminista negro no país, destacando o conceito de "amefricanidade", que propõe uma identidade latino-americana negra que articula raízes africanas e indígenas.
Na Colômbia, ativistas como Aurora Vergara têm atuado na valorização das experiências das mulheres afro-colombianas, sobretudo em regiões como o Pacífico. Em Cuba, o trabalho de intelectuais e artistas como Sara Gómez contribuiu para a visibilização da realidade das mulheres negras dentro de um regime que se declara oficialmente antirracista, mas que mantém desigualdades estruturais.
Um marco regional importante foi o I Encontro de Mulheres Afro-Latino-Americanas e AfroCaribenhas, realizado em 1992, na República Dominicana. Esse evento impulsionou o estabelecimento das redes transnacionais e reforçou a identidade comum das mulheres negras na diáspora latino-americana. A partir desse encontro, estabeleceu-se o Dia Internacional da Mulher Afro-Latino-Americana e Afro-Caribenha, celebrado anualmente em 25 de julho, data que passou a ter grande importância para a articulação de redes transnacionais de mulheres negras.

### Perspectivas e contribuições teóricas e ativistas
O feminismo negro latino-americano se destaca por promover debates que envolvem diversos grupos étnico-raciais, com atenção às populações não brancas e em situação de vulnerabilidade social. Entre suas pautas, está a humanização da saúde da mulher, por meio da melhoria e adequação das unidades hospitalares e para assegurar partos dignos e seguros às gestantes. Defende-se, também, a ampla divulgação de programas sobre métodos contraceptivos menos nocivos à saúde feminina, que não apenas previnam a concepção não desejada, mas também que ofertem proteção contra doenças e infecções sexualmente transmissíveis. Além disso, o movimento reivindica a segurança como papel do Estado, reforçando o dever das políticas públicas na garantia dos direitos e da justiça social.
O feminismo negro na América Latina propõe uma crítica interseccional às desigualdades sociais, denunciando o racismo institucional, o sexismo, a violência de Estado, o feminicídio, a exploração econômica e a exclusão epistêmica. Ele também se fundamenta em epistemologias decoloniais, que contesta o universalismo da figura da mulher branca ocidental e sugerem novas abordagens baseadas nas vivencias das mulheres negras. Simultaneamente, valoriza a ancestralidade africana, os saberes populares, a espiritualidade afro-diaspórica, a memória coletiva e as práticas de resistência das mulheres negras nos diversos contextos nacionais.
Entre os principais nomes do pensamento feminista negro na região estão, além de Lélia Gonzalez, autoras como Giovana Xavier (Brasil), Angela Figueiredo (Brasil), Yuderkys Espinosa Miñoso (República Dominicana), e Ochy Curiel (Colômbia/República Dominicana), que se destacam por suas contribuições nos campos da teoria decolonial, da epistemologia feminista e da crítica à branquitude nos feminismos latino-americanos.